# Flávia Miranda
Flávia Miranda é uma Médica Veterinária, pesquisadora e professora brasileira. Especialista em conservação da fauna brasileira. Flávia é a pioneira nos estudos com tamanduás, tatus e preguiças no Brasil além de trazer o conceito “Um Mundo uma saúde” para o Brasil.
Flávia nasceu em Curitiba e com seis anos mudou-se com a família para Campo Grande em Mato Grosso do Sul. Aos quatorze anos foi fazer colégio agrícola no coração do Pantanal onde teve seu primeiro contato com os tamanduás e tatus, desde então resolveu ser conservacionista.
Flávia obteve sua graduação Medicina Veterinária no interior do Paraná, mas fez seu mestrado em Ecologia na Universidade de São Paulo- USP e doutorado em Zoologia na Universidade Federal de Minas Gerais-UFMG. Em 2003 foi a primeira residente de medicina de animais selvagens no Brasil na Fundação Parque Zoológico de São Paulo, onde atuou até 2006. Neste período, iniciou sua pesquisa com os tamanduás em vida livre desenvolvendo protocolos de captura e coletas de amostras biológicas. E fez seu mestrado com dados de saúde de tamanduás-bandeira em três parques Nacionais.
Flávia criou os protocolos de liberação do Projeto de reintrodução em Estero de Ibera na Argentina, hoje conhecido como Fundacion Rewilding.
Em 2007 foi contratada pela Wildlife Conservation Society para coordenar o programa One World One Health no Brasil, e trabalhou em parcerias com projetos em vários países como Colômbia, Peru, Antártica e Africa do Sul.
Com o intuito de promover a proteção da fauna e flora brasileira, Flávia fundou e coordena o Instituto Tamanduá, visando a proteção dos tamanduás, tatus e preguiças e seus ambientes. O instituto tem três bases de pesquisa, uma no Pantanal, Piauí e Bahia.
Flávia e colaboradores fizeram importantes descobertas para a mastozoologia e paleozoologia, como a descrição de seis novas espécies de tamanduaí do género Cyclopes, revalidação de uma espécie de preguica-de-coleira e dois sub fosseis de tamanduá-bandeira.
Suas pesquisas têm influenciado no desenvolvimento de leis e políticas públicas de conservação e proteção de xenarthras e biomas brasileiros.
- Premio Alcides Pissinatti- ABRAVAS- 2016
- Prêmio Capes de tese- 2018
- 51 lideranças da conservação da vida selvagem- Indianapolis Awards

1. ↑  «Uma naturalista do século 21 em busca do menor tamanduá do mundo». National Geographic. 5 de março de 2020. Consultado em 8 de novembro de 2023
2. ↑  «Uma naturalista do século 21 em busca do menor tamanduá do mundo». National Geographic. 5 de março de 2020. Consultado em 8 de novembro de 2023
3. ↑  Menegassi, Duda (26 de setembro de 2022). «A "ressurreição" de uma nova espécie de preguiça-de-coleira na Mata Atlântica». ((o))eco. Consultado em 8 de novembro de 2023
4. ↑  «Órfãos das queimadas do Pantanal, tamanduás-bandeira voltam à natureza». National Geographic. 21 de fevereiro de 2023. Consultado em 8 de novembro de 2023
5. ↑  «Six New Tiny Anteater Species Found—Hiding in Plain Sight». Animals (em inglês). 11 de dezembro de 2017. Consultado em 8 de novembro de 2023
6. ↑  «Expedição resgata subfósseis de tamanduás em caverna de Bonito». National Geographic. 8 de dezembro de 2021. Consultado em 8 de novembro de 2023